# Campylopus serrifolius
Campylopus serrifolius là một loài Rêu trong họ Dicranaceae. Loài này được (Broth. & Paris) J.-P. Frahm mô tả khoa học đầu tiên năm 1983.